# Qiu Miaojin
Qiu Miaojin conocida como Chiu Miao-Chin (chino tradicional: 邱妙津, pinyin: Qīu Miàojīn) (Changhua, Taiwán, 29 de mayo de 1969 - París, Francia, 25 de junio de 1995) fue una escritora taiwanesa, considerada una de las más destacadas figuras de la literatura lésbica del siglo XX.
Durante la época posterior a la ley marcial en Taiwán, Qiu fue una figura significativa en el movimiento de la literatura gay. Sus obras más famosas incluyen las novelas Notas de un cocodrilo (1994) y Testamento desde Montmartre (1995).

## Biografía
Qiu Miaojin nació el 29 de mayo de 1969 en Changhua, Taiwán. Empezó sus estudios en la Taipei First Girls' High School, institución privada a la que asistían las muchachas de buena familia. Estudió psicología en la prestigiosa Universidad Nacional de Taiwán. En 1994 cursó estudios de posgrado en la Universidad de París, donde estudió con la filósofa francesa Hélène Cixous. 
El 25 de junio de 1995, después de acabar el manuscrito de una última novela, Testamento desde Montmartre, Qiu se suicidó clavándose en el pecho un cuchillo de cocina en París.

## Obra
La obra novelística de Qiu Miaojin recibe influjos del cine experimental. Sus novelas son altamente experimentales: no tiene continuidad secuencial.
Notas de un cocodrilo es una sátira política y un montaje surrealista. Publicada en 1994, explora los temas de la homofobia, la normatividad de género y el capitalismo. Publicada póstumamente en 1995, Testamento desde Montmartre es una serie de notas de suicidio en orden aleatorio.

### Novelas
- Notas de un cocodrilo (鰐魚手記 / 鳄鱼手记 / Èyú shǒujì / Notes of a Crocodile), 1994.
- Testamento desde Montmartre (蒙馬特遺書 / 蒙马特遗书 / Méngmǎtè yíshū / Last Words from Montmartre), 1995.